# Chambre de commerce et d'industrie du Bénin
La chambre de commerce et d'industrie du Bénin (CCIB), est un établissement public placé sous la tutelle du ministère béninois de l'Industrie et du Commerce. Son champ d'action couvre l'ensemble du territoire béninois et elle regroupe en son sein tous les opérateurs économiques du pays notamment ceux des secteurs du commerce, de l'Industrie et des prestations de services. Elle représente, protège et assure la promotion des intérêts communs des opérateurs économiques béninois. Son siège est à Plakodji-Kpodji dans l'Avenue du général De Gaulle à Cotonou.

## Création
Originellement, la CCIB est créée 12 avril 1908. A sa création, seul le volet commerce était représenté. Les catégories agriculture et industrie sont ajoutées en 1933. Au fil des ans et grâce à l'amélioration du contexte politique, elle subit des mutations et c'est à grâce à un décret présidentiel que ses statuts sont améliorés. La chambre de commerce et d'industrie du Bénin dans sa forme actuelle à vu le jour le 3 avril 1962 et devient   un établissement public jouissant de la personnalité civile et de l'autonomie financière. Elle est gérée par des élus consulaires,,,,,,.

## Rôles
La chambre de commerce et d'industrie du Bénin a pour rôles de représenter, protéger, d'assurer et de défendre les intérêts des opérateurs économiques béninois auprès des pouvoirs publics, des institutions privées et des organismes extérieurs. Elle agit également auprès du gouvernement béninois sur toutes les questions qui visent à rendre meilleures des conditions de travail des opérateurs économiques,,.